# Protaetia splendidula
Protaetia splendidula är en skalbaggsart som beskrevs av Franz Faldermann 1835. Protaetia splendidula ingår i släktet Protaetia och familjen Cetoniidae. Utöver nominatformen finns också underarten P. s. kermanensis.